# Cerkiew Świętych Konstantyna i Heleny w Płowdiwie
Cerkiew Świętych Konstantyna i Heleny – prawosławna cerkiew w Płowdiwie, w jurysdykcji metropolii płowdiwskiej Bułgarskiego Kościoła Prawosławnego.
Pierwsza chrześcijańska świątynia na miejscu dzisiejszej cerkwi została wzniesiona w IV w.. Obecnie (2013) zachowana budowla pochodzi z XIX w. Wyposażenie świątyni powstało w tym samym okresie, należy do niego szereg ikon autorstwa Zacharego Zografa oraz złocony ikonostas. Fundatorem dziewiętnastowiecznej budowli był Wyłczo Czałykow, który ufundował w Płowdiwie także cerkwie św. Mariny, św. Niedzieli, św. Paraskiewy, św. Dymitra oraz sobór Zaśnięcia Matki Bożej.